# Bélgica en los Juegos Olímpicos de Sarajevo 1984
Bélgica estuvo representada en los Juegos Olímpicos de Sarajevo 1984 por un total de 4 deportistas que compitieron en 2 deportes.  
El portador de la bandera en la ceremonia de apertura fue el esquiador Henri Mollin. El equipo olímpico belga no obtuvo ninguna medalla en estos Juegos.